# Smicroplectrus apicatus
Smicroplectrus apicatus är en stekelart som först beskrevs av Léon Abel Provancher 1879.  Smicroplectrus apicatus ingår i släktet Smicroplectrus och familjen brokparasitsteklar. Inga underarter finns listade i Catalogue of Life.